# Brom Mayfa (huyện)
Huyện Brom Mayfa là một huyện thuộc tỉnh Hadramawt, Yemen. Đến thời điểm năm 2003, huyện này có dân số 17327 người